# Нармания, Юрий Теймуразович
Юрий Теймуразович Нармания (1 мая 1935, с. Тамыш, Очамчырский р-н, Абхазская ССР — 11 декабря 2018) — советский и абхазский певец (баритон), музыкальный педагог и музыковед

Заслуженный артист Абхазской АССР (1986).
Один из первых оперных певцов, исполнителей классической музыки в Абхазии.

## Биография
После окончания Тамышской школы, поступил в Сухумское музыкальное училище, а позже в Тбилисскую консерваторию на вокальное отделение.
В 1972 окончит Тбилисскую государственную консерваторию.
С 1992 года солист Государственного заслуженного ансамбля народной песни и танца Республики Абхазии
Долгие годы был солистом Абхазской государственной филармонии
Умер 11 декабря 2018 года.
Церемония прощания с Заслуженным артистом Абхазии состоялась в Сухуме 15 декабря в здании Государственного заслуженного ансамбля народной песни и танца республики.

## Преподавательская деятельность
С 1972 преподаватель вокала в Сухумском музыкальном училище.

## Репертуар
Исполнял абхазские национальные песни, а в ранние годы также пел русские и иностранные романсы.
В 1984 году на сцене Абхазского драматического театра впервые была поставлена абхазская национальная опера «Аламыс» Дмитрия Шведова . Одну из главных партий в ней исполнял оперный певец Юрий Нармания. Юрий играл актёрском ансамбле с заслуженными артистами Абхазии Вилли Чакмач-ипа, Леонидом Хишба, Амиран Тания, Рита Барганджиа.

## Награды
Заслуженный артист Абхазской АССР (1986).
Кавалер ордена «Ахьдз-Апша» III степени